# Fahid le bled'art
 (juin 2024).
La mise en forme du texte ne suit pas les recommandations de Wikipédia : il faut le « wikifier ».
Les points d'amélioration suivants sont les cas les plus fréquents :
- Les titres sont pré-formatés par le logiciel. Ils ne sont ni en capitales, ni en gras.
- Le texte ne doit pas être écrit en capitales (les noms de famille non plus), ni en gras, ni en italique, ni en « petit »…
- Le gras n'est utilisé que pour surligner le titre de l'article dans l'introduction, une seule fois.
- L'italique est rarement utilisé : mots en langue étrangère, titres d'œuvres, noms de bateaux, etc.
- Les citations ne sont pas en italique mais en corps de texte normal. Elles sont entourées par des guillemets français : « et ».
- Les listes à puces sont à éviter, des paragraphes rédigés étant largement préférés. Les tableaux sont à réserver à la présentation de données structurées (résultats, etc.).
- Les appels de note de bas de page (petits chiffres en exposant, introduits par l'outil «  Source ») sont à placer entre la fin de phrase et le point final[comme ça].
- Les liens internes (vers d'autres articles de Wikipédia) sont à choisir avec parcimonie. Créez des liens vers des articles approfondissant le sujet. Les termes génériques sans rapport avec le sujet sont à éviter, ainsi que les répétitions de liens vers un même terme.
- Les liens externes sont à placer uniquement dans une section « Liens externes », à la fin de l'article. Ces liens sont à choisir avec parcimonie suivant les règles définies. Si un lien sert de source à l'article, son insertion dans le texte est à faire par les notes de bas de page.
- La présentation des références doit suivre les conventions bibliographiques. Il est recommandé d'utiliser les modèles {{Ouvrage}}, {{Chapitre}}, {{Article}}, {{Lien web}} et/ou {{Bibliographie}}. Le mode d'édition visuel peut mettre en forme automatiquement les références.
- Insérer une infobox (cadre d'informations à droite) n'est pas obligatoire pour parachever la mise en page.

Pour une aide détaillée, merci de consulter Aide:Wikification.
Si vous pensez que ces points ont été résolus, vous pouvez retirer ce bandeau et améliorer la mise en forme d'un autre article.
 (janvier 2025).
Fahid Abdou Mbae dit « Fahid le bled'art », né le 25 décembre 1995 à Vouvouni Bambao (Union des Comores), est un chanteur, auteur-compositeur et multi-instrumentiste comorien, connu pour son mélange d'afro pop, afro soul et musique traditionnelle.

## Biographie

### Jeunesse et formation
Fahid le bled'art grandit dans une famille mélomane où la musique tient une place centrale. Dès son plus jeune âge, il apprend le piano et la guitare. À l'adolescence, il s'intéresse à la composition et commence à écrire ses propres chansons.

### Carrière musicale

#### Début
Fahid commence sa carrière musicale en 2016 en jouant dans divers groupes locaux essentiellement spécialisés dans la musique traditionnelle comorienne. En 2019, il est repéré par un label de musique indépendant qui lui offre l'occasion de sortir ses premiers projets professionnels.

#### Succès national
En 2020, Fahid remporte la première édition du concours de musique NYORA et sort son premier projet solo, "Tsi Nawe". Le projet, entièrement financé par le prix remporté, est un EPs composé de 5 titres. L'EPs est un succès commercial et critique, porté par des singles comme "Mpenzi" et "Mbetsa".

#### Développement artistique
L'année 2023 marque la fin de sa collaboration avec le label qui l'a fait connaitre. L'artiste aux millions de vues sur YouTube se voit privé du fruit de son travail par la suppression de deux de ses clips. En 2024, il signe un contrat d'artiste avec le label WE PLAN dans le but de s'ouvrir à un nouveau public et s'enrichir de nouvelles influences. Le premier fruit de cette collaboration, "Wa Hariri" marque son grand retour sur la scène musicale après 3 années passées sous silence.

## Discographie

### EPs
- 2020 : Tsi Nawe

### Collaborations
- 2021 : Mpwitaka[9]
- 2024 : Dalao feat Derk16

### Single
- 2024 : Wa Hariri

## Récompense et nominations
- 2020 : Lauréat du concourt NYORA